# Татары-казаки в Уральском казачьем войске
Татары в Уральском казачьем войске — группа татар-мусульман в составе уральских казаков, размещённых на западе Уральской области (ныне северо-западные области Казахстана и юго-западная часть Оренбургской области), по среднему и нижнему течению реки Урал (до 1775 — Яик).

## История
В Уральском (Яицком) казачьем войске под «татарами» обычно понимали всех мусульман — помимо собственно поволжских татар, это были местные ногайцы, являвшиеся коренным населением региона, а также переселенцы из Средней Азии и Северного Кавказа. Исключение составляли казахи, которых до революции называли «кыргызами», но если кто-то из них всё же попадал в ряды казачества (что случалось редко), их тоже могли называть «татарами».
В отличие от других казачьих войск Российской Империи, в Уральском казачьем войске почти не было конфликтов на этнической или религиозной почве — отношения между людьми разных вер и национальностей строились на уважении и совместной службе. Казачья община решала свои вопросы либо напрямую, либо через выборных представителей. Отсутствие этнических подразделений и совместное прохождение службы сплачивали казаков, независимо от их происхождения. Казаки-мусульмане сражались против других мусульманских народов, воевавших с Россией, чаще всего во время русско-турецких войн, завоевания Средней Азии или подавления восстаний в Казахской степи.
В составе Уральского казачьего войска существовали отдельные поселки и станицы с татарским или смешанным русско-татарским населением, в основном на севере и северо-востоке, у границы с землями Оренбургского казачьего войска. Из исторических документов известно много сведений о составе этих населенных пунктов. Например, 12 ноября 1893 года, согласно приказу наказного атамана генерал-майора Константина Клавдиевича Максимовича, несколько казаков из полевого разряда были переведены во внутреннюю службу, среди них упоминались Гафьятулла Гайнутваров, Шайхутдин Назметдинов, Рахматулла Аиткуллов и другие — все они были татарами.
Интересные данные оставил и ученый Пётр Симон Паллас: в 1769 году он отмечал, что в городке помимо русских проживает немало «некрещеных татар» и «кизельбашей». Перепись показала, что казаки Яицкого городка были распределены по 32 сотням, одна из которых под командованием Сапара Ахметева состояла только из татар. Часть казаков также несла службу в линейных укреплениях и форпостах, где татар было больше, чем в гарнизоне самого городка. Например, в Коловертном форпосте из 35 казаков 12 были татарами. В Индерской крепости доля татар доходила до 130–243 человек. Были и две татарские станицы — на берегах Илека и Сакмары. В Илецкой станице из 898 казаков и казачат 85 были татарами (9,5%), а в другой станице среди 617 казаков татар было 524 человека (8,4%)
Хотя число татар в администрации и среди офицеров Уральского казачьего войска было невелико, они всё же принимали участие в управлении и службе наравне с другими. Многие татары-казаки занимались благотворительностью. Так, отставной казак Аюш Кулеев пожертвовал 300 рублей на покупку пожарных инструментов для своей крепости и был за это награждён министром Д. А. Милютиным. Другой казак, Умурзай Умурзаев, выделил средства на покупку мебели для школы Чаганского форпоста.
К началу XX века в ряде станиц и поселков Уральского войска уже существовали мечети. Они были, например, в Мустаевской и Студеновской станицах, а также в Уральске, где проживали как казаки-татары, так и казахи с киргизами.

## Численность
В 1897 году в ходе Первой Всероссийской переписи населения был составлен 88-й том с итогами по Уральской области. Согласно этим данным, в Уральском казачьем войске насчитывалось 106 688 русских казаков и казачек (93,5%), 6 304 татара (5,5%) и 963 калмыка (0,8%). Доля русских сократилась на 0,2% по сравнению с прежними данными, так как в рядах казачества появились представители ещё семи народов, на которых пришлись эти проценты. Значительную часть из них составляли казахи (тогда их называли киргизами), которые не успели попасть ни в группу «татар», ни в категорию «русских» из-за недавнего вступления в казачий полк.

## Известные представители
- Сапар Альметьев — командир 3-й татарской сотни при Яицком городке.
- Ахмедфазыл Акиров — один из четырёх уральских казаков, окончивших в 1867 году Оренбургский («Неплюевский») кадетский корпус с присвоением чина хорунжего.
- Подъесаул Мурза-Ахмет Искакович Искаков — возглавлял казачью степную команду в Уильском укреплении.